# St. Thomas Assembly
St. Thomas Assembly was een auto-assemblagefabriek van Ford in Southwold nabij Saint Thomas in Canada. De oppervlakte van de fabriek bedroeg 240.000 vierkante meter op een terrein van 2,57 vierkante kilometer.
De bouw van de fabriek begin in mei 1966 met de afbraak van een boerderij. Hij werd geopend in 1967 en het eerste model was de Ford Falcon. Later was deze fabriek de plaats waar Ford zijn milieuvriendelijkere versies van zijn automodellen liet bouwen, zoals auto's op ethanol. De fabriek sloot zijn deuren in 2011. De laatste auto was een Ford Crown Victoria, gebouwd op 15 september dat jaar.
In totaal produceerde de fabriek ruim 8 miljoen auto's. In 2015-16 werden de gebouwen afgebroken. In 2021 werd het terrein verkocht aan Amazon voor de bouw van een distributiecentrum.

## Gebouwde modellen
- Ford Falcon (1967-70)
- Ford Maverick (1969-77)
- Ford Pinto/Mercury Bobcat (1970/75-80)
- Ford Fairmont/Mercury Zephyr (1978-83)
- Ford EXP/Mercury LN7 (1981-83)
- Ford Escort/Mercury Lynx (1981-84)
- Ford (LTD) Crown Victoria/Mercury Grand Marquis/Ford Crown Victoria Police Interceptor (1983-2011)
- Mercury Marauder (2003-04)
- Lincoln Town Car (2008-11)